# Niclas Engelin

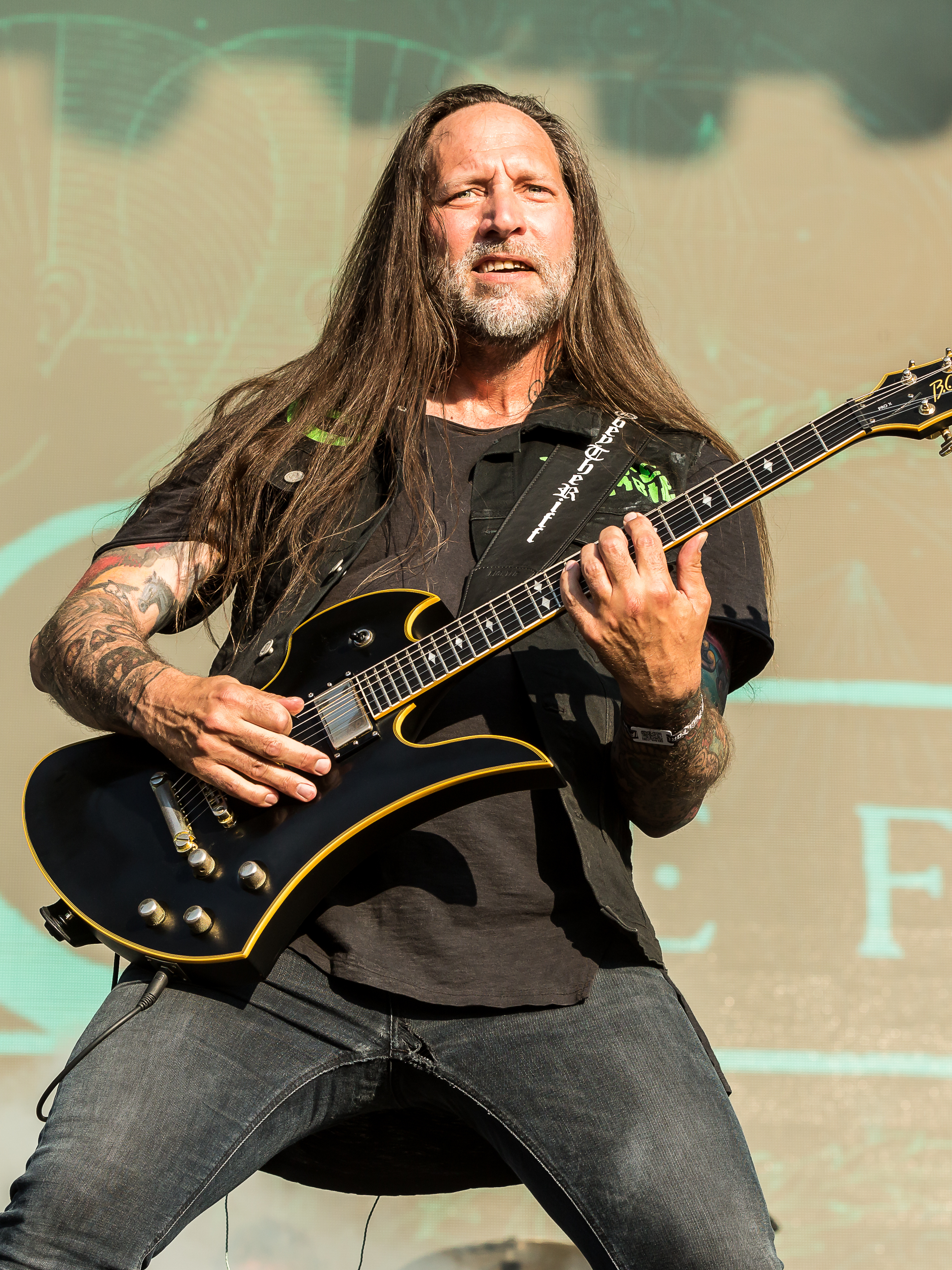
Niclas Engelin (2023)

Niclas Ingmar Engelin (* 27. Dezember 1972) ist ein schwedischer Gitarrist. Er ist Mitglied der Metal-Bands The Halo Effect, Engel und We Sell the Dead. Zuvor spielte er bei Sarcazm, Gardenian, Passenger und In Flames.

## Werdegang
Engelin sammelte seine ersten Erfahrungen als Musiker mit der Thrash-Metal-Band Sarcazm, mit denen er 1993 deren einziges Album Breath, Shit, Excist… veröffentlichte. Nach einem kurzen Intermezzo bei der Band Idiots Rule gründete Engelin im Jahre 1995 zusammen mit dem Schlagzeuger Patrik J. Sten die Band Passenger. Nach einigen Demos erschien im Jahre 2003 das bislang einzige Album der Gruppe, bei dem In-Flames-Sänger Anders Fridén als Sänger zu hören ist. Im Jahre 1996 schloss sich Engelin der Band Gardenian an, die bis zu ihrer Auflösung im Jahre 2004 drei Alben veröffentlichte. Im Jahre 2002 gründete Engelin die Band Engel, die nach seinem Spitznamen benannt wurde. Mit Engel veröffentlichte er sechs Studioalben. 
Im Frühjahr 2011 wurde Engelin festes Bandmitglied bei In Flames, nachdem er bereits von 1997 bis 1998 festes Mitglied war und danach mehrere Male als Live-Gitarrist ausgeholfen hatte. Mit In Flames veröffentlichte Engelin vier Studioalben, von denen zwei Platz eins der schwedischen Albumcharts erreichten. Seit 2018 nahm er aus gesundheitlichen Gründen nicht mehr an Konzerten teil. Wann er die Band verließ ist unklar. In einem Interview aus dem Jahre 2022 gab er keine Antwort auf die Frage, ob er noch Mitglied der Band wäre. Zwischenzeitlich gründete Engelin mit dem Mustasch-Sänger Ralf Gyllenhammar die Hard-Rock-Band Drömriket sowie die Heavy-Rock-Band We Sell the Dead, mit der er zwei Alben veröffentlichte.
Im Oktober 2021 gründete Engelin zusammen mit den ehemaligen In-Flames-Mitgliedern Jesper Strömblad, Peter Iwers und Daniel Svensson sowie dem Sänger von Dark Tranquillity Mikael Stanne die Band The Halo Effect. Ihr Debütalbum erreichte Platz eins der schwedischen Albumcharts und wurde für den schwedischen Musikpreis Grammis nominiert.

## Diskographie
| mit Engel mit Gardenian mit The Halo Effect | mit Drömriket - 2014: Drömriket mit In Flames - 2011: Sounds of a Playground Fading - 2014: Siren Charms - 2016: Battles - 2019: I, the Mask | mit Passenger - 2003: Passenger mit Sarcazm - 1993: Breath, Shit, Excist… mit We Sell the Dead - 2018: Heaven Doesn’t Want You and Hell Is Full - 2020: Black Sheep |